# 존 사이크스
존 사이크스(영어: John Sykes, 1959년 7월 29일~2024년 12월)는 영국의 기타리스트이자 가수로, 화이트스네이크, 씬 리지, 타이거스 오브 팬 탱의 멤버로 가장 잘 알려져 있다. 그는 또한 하드 록 그룹 블루 머더의 리더였으며, 여러 장의 솔로 음반을 발표하기도 했다.
1980년대 초, 헤비 메탈 밴드 타이거스 오브 팬 탱에서 활동한 뒤, 사이크스는 아일랜드의 하드 록 밴드 씬 리지에 합류해 1983년 음반 《Thunder and Lightning》에 참여하였다. 이후 그는 화이트스네이크에 합류하여, 수백만 장의 판매고를 올린 1987년 동명 음반 《Whitesnake》의 녹음에 참여하였다. 그러나 이 음반이 발매되기 전, 사이크스는 불화 끝에 밴드에서 해고되었고, 이후 자신의 밴드 블루 머더를 결성하게 되었다. 블루 머더로 두 장의 음반과 한 장의 라이브 음반을 발표한 뒤, 그는 솔로 활동을 시작하였다. 1990년대 후반부터 2000년대 초반까지 사이크스는 솔로 활동과 재결성된 씬 리지 활동을 병행하였으며, 2009년에는 다시 솔로 활동에 집중하기 위해 씬 리지를 떠났다.
지미 페이지, 리치 블랙모어, 게리 무어 등의 영향을 받은 사이크스는 특유의 연주 스타일로 잘 알려져 있었으며, 이는 넓은 프렛 핸드 비브라토, 핀치 하모닉의 활용, 그리고 멜로디 감각으로 특징지어졌다. 2004년, 그는 《기타 월드》가 선정한 "역사상 가장 위대한 헤비 메탈 기타리스트 100인" 목록에 포함되었다. 2006년에는 깁슨이 그의 1978년산 깁슨 레스폴 커스텀을 모델로 한 존 사이크스 시그니처 레스 폴 한정판을 출시하기도 했다.

## 경력

### 초기 경력
사이크스는 1980년 뉴 웨이브 오브 브리티시 헤비 메탈(NWOBHM) 컴필레이션 음반 《New Electric Warriors》에 수록된 스트리트파이터의 곡 〈She's No Angel〉을 통해 음반 데뷔를 하였다. 이후 그는 스트리트파이터를 떠나 타이거스 오브 팬 탱에 합류하였다. 사이크스는 이 밴드와 함께 1981년에 발매된 《Spellbound》와 《Crazy Nights》 두 장의 음반을 녹음하였다. 그러나 이듬해, 보컬리스트 존 데버릴과 함께 다른 멤버들과 자주 충돌하게 되면서 밴드 활동에 대한 불만이 커졌고, 그는 밴드가 성공을 이루기에는 스타일과 헌신 모두 부족하다고 느꼈다. 결국 사이크스는 1982년 초, 프랑스 투어 시작을 이틀 앞두고 밴드를 탈퇴하였다. 그럼에도 그는 밴드를 떠난 이후 발매된 네 번째 음반 《The Cage》에 수록된 두 곡에 참여한 것으로 남아 있다.

### 씬 리지
타이거스 오브 팬 탱에서 탈퇴한 뒤에도, 사이크스는 여전히 밴드의 레이블인 MCA 레코드와의 계약에 따라 싱글을 한 곡 더 제출해야 할 의무가 있었다. 타이거스 오브 팬 탱의 프로듀서였던 크리스 샹그리디를 통해, 사이크스는 씬 리지의 프론트맨 필 라이넛과 연락하게 되었고, 두 사람은 〈Please Don't Leave Me〉를 공동 작곡 및 연주하였다. 이 곡은 1982년에 발매되었으며, 씬 리지의 멤버였던 브라이언 다우니와 대런 워튼도 참여하였다. 이후 사이크스는 씬 리지의 정식 멤버로 합류해달라는 제안을 받았으며, 1982년 9월, 한 달 전 밴드를 떠난 전임 기타리스트 스노이 화이트의 후임으로 공식 발표되었다. 사이크스는 씬 리지의 1983년 음반 《Thunder and Lightning》에 참여하였으며, 싱글 〈Cold Sweat〉의 공동 작곡에도 기여하였다. 그의 합류는 밴드에 새로운 활력을 불어넣으며, 보다 헤비 메탈에 가까운 사운드로 이끄는 데 일조하였다. 《Thunder and Lightning》 투어는 씬 리지의 고별 투어로 홍보되었지만, 사이크스와 라이넛은 밴드 활동을 계속 이어가고자 하는 의지를 보였다. 투어 도중 밴드는 라이브 음반 《Life》를 녹음하였으며, 사이크스는 또한 라이넛의 유럽 솔로 투어에도 동행하였다. 씬 리지는 1983년 8월, 레딩 페스티벌에서 영국에서의 마지막 공연을 가졌고, 9월 4일, 뉘른베르크의 몬스터즈 오브 록 페스티벌 공연을 끝으로 최종 해체되었다.

### 화이트스네이크

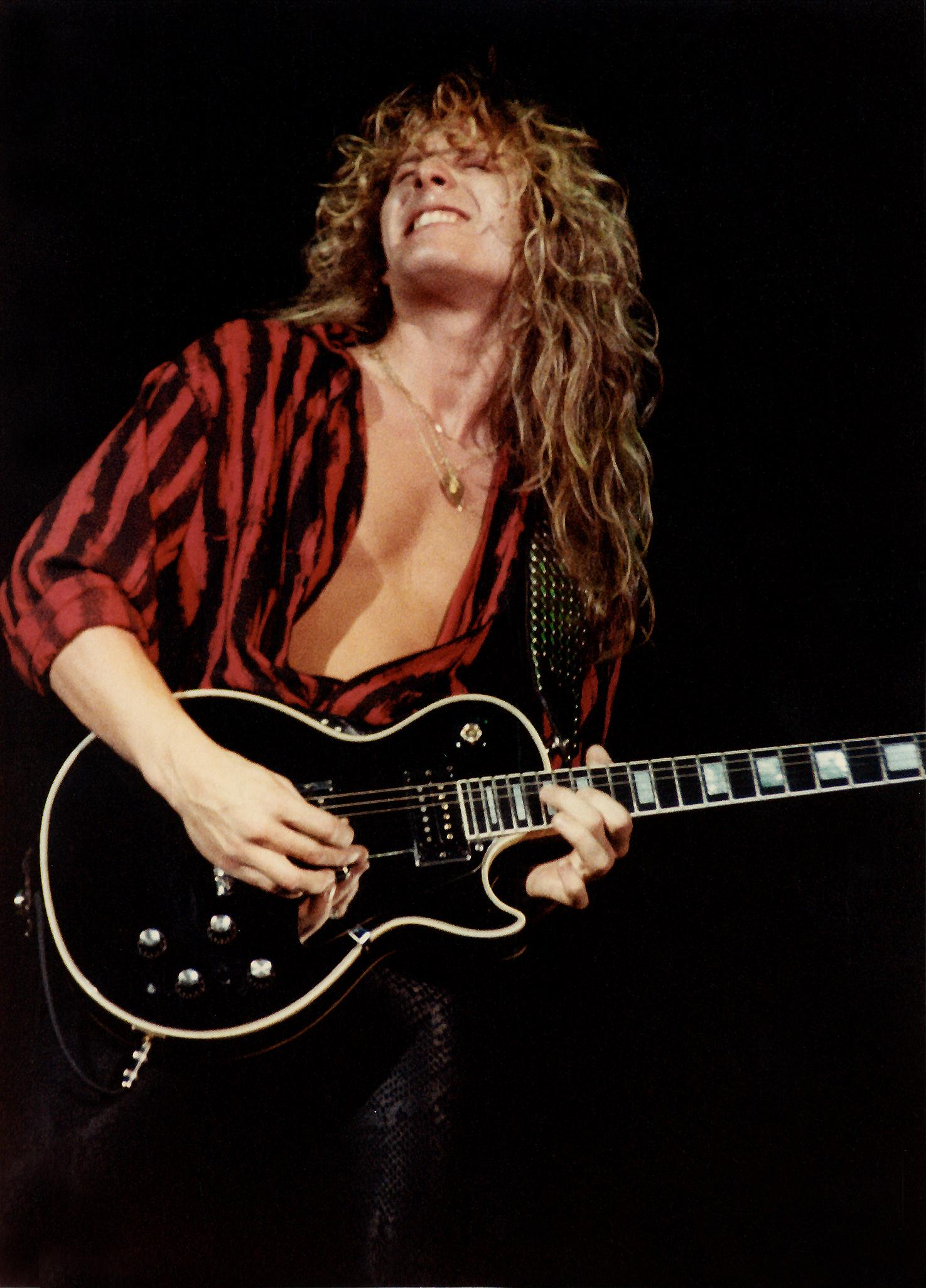
1984년, 오클랜드 콜리시엄에서 화이트스네이크와 함께 공연 중인 사이크스

씬 리지가 해체된 이후, 사이크스는 필 라이넛과 함께 새로운 밴드인 그랜드 슬램을 결성하는 데 관심을 보였다. 그러나 곧 그는 씬 리지 시절 투어 중 인연을 맺은 영국의 하드 록 밴드 화이트스네이크로부터 합류 제안을 받았다. 사이크스는 만족할 만한 계약 조건을 협상한 뒤, 라이넛의 허락을 받고 밴드에 합류하였다. 그는 이후 1984년 음반 《Slide It In》의 미국판 발매를 위해 새로운 기타 파트를 녹음하는 임무를 맡았다. 이 음반은 미국에서 50만 장 이상의 판매고를 기록하며 화이트스네이크의 첫 번째 본격적인 성공작이 되었고, 사이크스는 밴드의 기존 기타리스트들과 비교해 더욱 활기찬 외모와 사운드를 선보이며 이 성공에 핵심적인 역할을 하였다. 그는 1984년 2월 17일, 더블린에서 열린 공연을 통해 화이트스네이크의 첫 무대에 올랐으며, 이후 밴드는 1985년 락 인 리오 페스티벌에서의 두 차례 공연을 끝으로 장기간의 월드 투어를 마무리하였다.
사이크스는 화이트스네이크의 다음 음반 제작에 깊이 관여하였으며, 보컬리스트 데이비드 커버데일과 함께 대부분의 곡을 공동 작곡하였다. 두 사람은 1985년 초 프랑스 남부에서 작업을 시작한 후, 밴쿠버의 리틀 마운틴 사운드 스튜디오로 이동해 본격적인 녹음에 들어갔다. 사이크스는 밴드를 보다 대중적인 사운드로 이끌었으며, 커버데일은 이를 "더 간결하고, 더 강렬하며, 더 전기적인 사운드"라고 표현하였다. 그러나 녹음이 진행되면서 커버데일은 다른 멤버들과의 관계가 악화되었고, 결국 사이크스를 포함한 전원을 해고하였다. 이후 1987년 4월에 발매된 화이트스네이크의 일곱 번째 스튜디오 음반은 밴드 역사상 가장 큰 상업적 성공을 거두며, 미국 빌보드 200 차트 2위에 올랐고, 미국 내에서 800만 장 이상의 판매고를 기록하였다.
사이크스는 화이트스네이크를 떠난 이후 커버데일과의 관계가 긴장 상태로 남아 있었으며, 자신의 해고 처리 방식에 대해 "매우 씁쓸하다"고 느꼈다. 2000년대 초, 커버데일이 새로운 화이트스네이크 라인업을 구성하면서 두 사람 사이에 일종의 "접촉"이 있었던 것으로 전해진다. 사이크스의 주장에 따르면 그는 마르코 멘도사와 토미 알드리지를 밴드에 추천했고, 이 두 사람은 실제로 밴드에 합류하게 되었으나 이후 커버데일로부터 아무런 연락도 받지 못했다고 한다. 멘도사는 두 사람 사이의 일종의 중재자 역할을 했다고 주장했다. 커버데일은 사이크스와 재결성에 대해 대화를 나눈 것을 인정했으나, 결국 두 사람이 너무 오랜 기간 각자의 방식대로 활동해 왔기 때문에 함께하는 것이 어렵다고 판단했다고 밝혔다. 2017년, 사이크스는 커버데일에 대해 "그와 다시는 이야기하고 싶지 않다"고 말했다.

## 사망
2025년 1월 20일, 사이크스의 공식 웹사이트와 소셜 미디어를 통해 그가 암으로 사망했다는 발표가 있었다. 공식 웹사이트에 따르면, 그는 2024년 12월에 향년 65세로 세상을 떠난 것으로 전해졌다.

## 음반 목록

### 씬 리지
- Thunder and Lightning (1983)
- Life (1983)
- One Night Only (2000)

### 화이트스네이크
- Slide It In (1984)
- Whitesnake (1987)